# Alberto Tejada (Schiedsrichter, 1956)

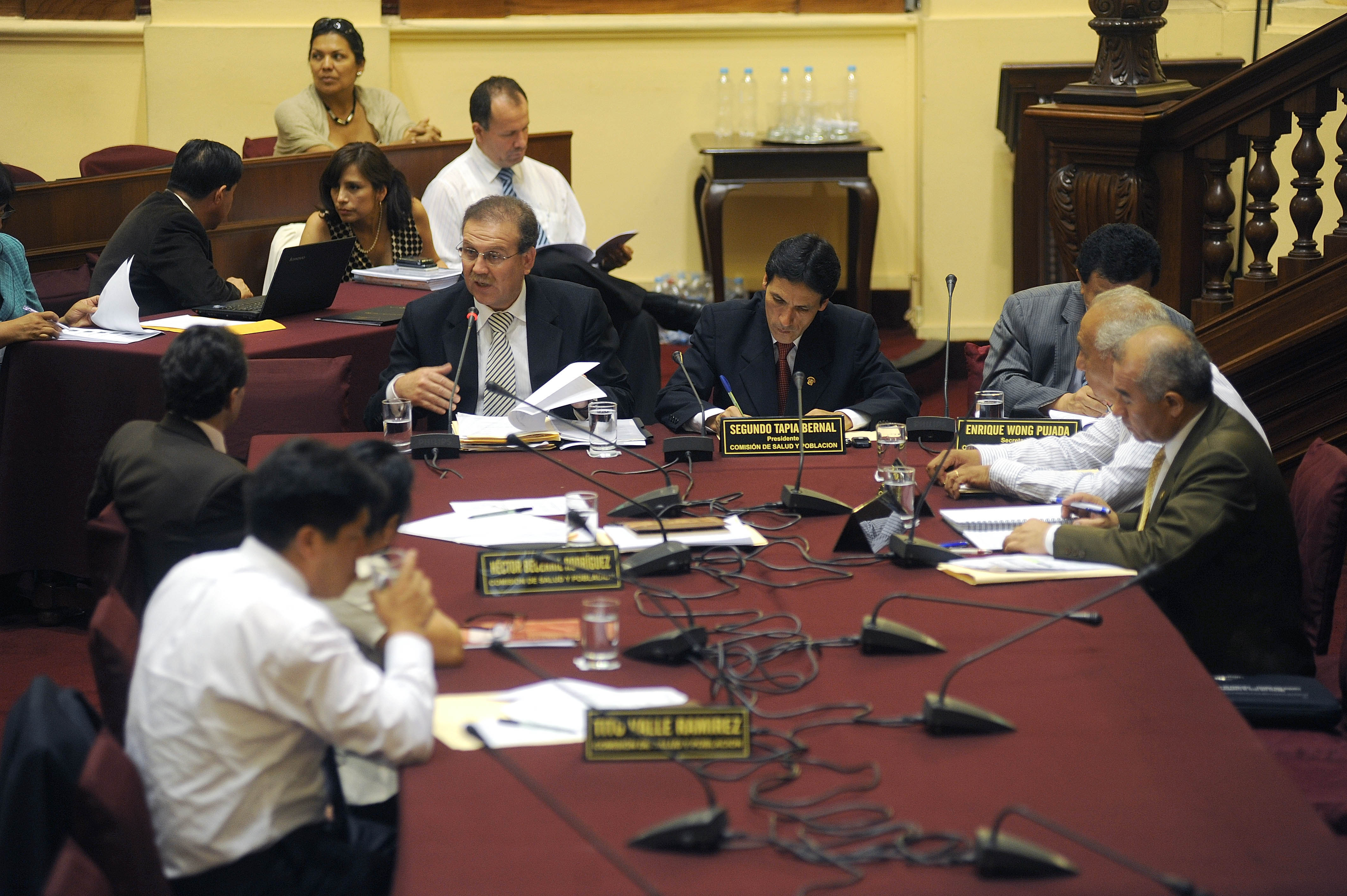
Alberto Tejada, hier als Gesundheitsminister in einer Kommissionssitzung (2012)

Carlos Alberto Tejada Noriega (geboren am 11. November 1956 im Distrikt San Isidro, Lima) ist ein peruanischer Urologe, Fernsehmoderator und ehemaliger Politiker und Fußballschiedsrichter. In den 80er- und 90er-Jahren war er als FIFA-Schiedsrichter aktiv. Danach wandte er sich der Politik zu. Von 2003 bis 2010 und von 2019 bis 2022 war er Bürgermeister des Distrikts San Borja in Lima. Von 2011 bis 2012 war er Gesundheitsminister im Kabinett Humala.

## Leben
Alberto Tejada wurde am 11. November 1956 im Distrikt San Isidro in der peruanischen Hauptstadt Lima geboren. Er ist Sohn des FIFA-Schiedsrichters Alberto Tejada. 1982 schloss er an der Universidad Nacional Federico Villarreal in Lima sein Medizinstudium ab. Von 1983 bis 1986 spezialisierte er sich an der Universidad Nacional Mayor de San Marcos in Lima in der Urologie. Seitdem arbeitet er als Urologe.

## Laufbahn als Fußballschiedsrichter
Ende der 1980er-Jahre wurde Tejada zum FIFA-Schiedsrichter ernannt. Das erste bedeutende Spiel, das er in dieser Funktion pfiff, war das entscheidende WM-Qualifikationsspiel zwischen Brasilien und Uruguay 1993. Für die darauf folgende WM 1994 in den USA wurde er als Schiedsrichter nominiert und pfiff mit Kamerun gegen Schweden und Marokko gegen Niederlande zwei Spiele der Gruppenphase. Im selben Jahr leitete er zusätzlich auch noch Partien der japanischen J1 League. Mit der Nominierung für die WM 1998 in Frankreich, vier Jahre später, folgte seine zweite WM-Teilnahme. Diesmal durfte er allerdings mit der Partie Jugoslawien gegen Iran nur ein Spiel pfeifen. Somit hat er in seiner gesamten Karriere jeweils zweimal an einer WM (1994, 1998) und zweimal an der Copa América (1993, 1995) teilgenommen. Außerdem war Tejada somit der letzte peruanische Schiedsrichter, der an einer WM teilnahm, bis Víctor Hugo Carrillo an der WM 2014 in Brasilien als Vierter Offizieller teilnahm.

## Laufbahn als Politiker
Nach Ende seiner Schiedsrichterlaufbahn begann Tejada, sich in der Politik zu engagieren. Bei den peruanischen Kommunalwahlen 2002 wurde er als Kandidat der Wählervereinigung Valores Perú zum Bürgermeister von San Borja gewählt; er nahm sein Amt am 1. Januar 2003 an. Bei den Kommunalwahlen 2006 wurde er wiedergewählt, diesmal als Kandidat von Democracia con Valores. Er war bis zum 31. Dezember 2010 Bürgermeister.
Er war unter Präsident Ollanta Humala ab dem 28. Juli 2011 Gesundheitsminister. Am 23. Juli 2012 entließ Humala Premierminister Óscar Valdés und besetzte Teile des Kabinetts neu. Er ernannte Midori de Habich zu Tejadas Nachfolgerin.
Bei den Kommunalwahlen 2018 trat er der Partei Acción Popular bei und wurde erneut zum Bürgermeister von San Borja gewählt. Er war dies vom 1. Januar 2019 bis zum 31. Dezember 2022.

## Laufbahn als Fernsehmoderator
Seit dem März 2023 moderiert Tejada gemeinsam mit der Ärztin Roxana Cáceres das Gesundheits-Ratgebermagazin Cuerpo Médico. Die Sendung behandelt sowohl physische als auch psychische Gesundheit und wird auf dem Sender TV Perú ausgestrahlt.